# Gamma (eclipse)

Gamma de un eclipse total central. Esto ilustra la gamma del eclipse solar: la línea roja muestra la distancia mínima desde el centro de la Tierra, en este caso aproximadamente el 75% del radio de la Tierra. Debido a que la umbra pasa al norte del centro de la Tierra, la gamma en este ejemplo es +0,75.

Gamma (denotado como γ o Γ) de un eclipse describe cuán centrado la sombra de la Luna o la Tierra golpea el otro cuerpo. Esta distancia, medida en el momento en que el eje del cono de sombra pasa más cerca del centro de la Tierra o la Luna, se expresa como una fracción del radio ecuatorial de la Tierra o la Luna.

## Signo
El signo de gamma define, para un eclipse solar, si el eje de la sombra pasa al norte o al sur del centro de la Tierra; un valor positivo significa norte. La Tierra se define como la mitad que está expuesta al Sol (esto cambia con las estaciones y no está relacionado directamente con los polos o el ecuador de la Tierra; por lo tanto, el centro de la Tierra está donde el Sol está directamente arriba).
Para un eclipse lunar, define si el eje de la sombra de la Tierra pasa al norte o al sur de la Luna; un valor positivo significa sur.
Gamma cambia monótonamente a lo largo de cualquier serie de saros. El cambio en gamma es mayor cuando la Tierra está cerca de su afelio (junio a julio) que cuando está cerca del perihelio (diciembre a enero). Para series impares (nodo ascendente para eclipses solares y nodo descendente para eclipses lunares), gamma disminuye para eclipses solares y gamma aumenta para eclipses lunares, mientras que para series pares (nodo descendente para eclipses solares y nodo ascendente para eclipses lunares), gamma aumenta para los eclipses solares y gamma disminuye para los eclipses lunares. Esta regla simple describe el comportamiento actual de gamma, pero no siempre ha sido así. La excentricidad de la órbita de la Tierra es actualmente de 0,0167 y está disminuyendo lentamente. Fue 0,0181 en el año -2000 y será 0,0163 en +3000. En el pasado, cuando la excentricidad era mayor, había series de saros en las que la tendencia gamma se invertía durante uno o más ciclos de saros antes de retomar su dirección original. Estos casos ocurren cerca del perihelio cuando el movimiento aparente del Sol es más alto y, de hecho, puede superar el desplazamiento hacia el este del nodo. El efecto resultante es un cambio relativo al oeste del nodo después de un ciclo de saros en lugar del cambio habitual hacia el este. En consecuencia, gamma invierte la dirección.

## Casos limitantes para eclipses solares en la tierra
El valor absoluto de gamma (denotado como |γ|) nos permite distinguir diferentes tipos de eclipses solares de la tierra:
Si la Tierra fuera una esfera, el límite para un eclipse central sería 1,0, pero debido a la oblación de la Tierra (que hace que la distancia entre los polos norte y sur de la Tierra sea un poco más corta que si fuera perfectamente esférico), es 0,9972.
- Si |γ| es 0, el eje del cono de sombra está exactamente entre las mitades norte y sur del lado iluminado por el sol de la Tierra cuando pasa sobre el centro.
- Si |γ| es inferior a 0,9972, el eclipse es central. El eje del cono de sombra golpea la Tierra y hay lugares en la Tierra, donde la Luna se puede ver en el centro frente al Sol. Los eclipses centrales pueden ser totales o anulares (si la punta de la umbra alcanza apenas la superficie de la Tierra, el tipo puede cambiar durante el eclipse de anular a total y/o viceversa; esto se llama eclipse híbrido ).
- Si |γ| está entre 0.9677826 y 0.9972, el eclipse es central (un límite), porque uno de sus bordes no toca la Tierra.
- Si |γ| está entre 0,9972 y 1,0266174, el eje del cono de sombra no llega a la Tierra, pero, debido a que la umbra o antumbra tiene un ancho distinto de cero, parte de la umbra o antumbra puede aterrizar en las regiones polares de la Tierra. Esto se llama un eclipse anular o total no central.
- Si |γ| está entre 0,9972 y 1,0266174 y no se dan las circunstancias especiales mencionadas anteriormente, o si |γ| es mayor que 1,0266174 pero menor que aproximadamente 1,55, el eclipse es parcial ; la Tierra atraviesa sólo la penumbra.[3]
- Si |γ| supera aproximadamente 1,55 (1,53 para eclipses solares totales y 1,57 para eclipses solares anulares cuando la gamma es 0,9972 o menor), el cono de sombra no alcanza a la Tierra por completo y no se produce ningún eclipse.

El eclipse solar del 29 de abril de 2014, con una gamma de -0,99996, es un ejemplo del caso especial de un eclipse anular no central. El eje del cono de sombra apenas pasó por alto el polo sur de la Tierra. Por lo tanto, no se podría especificar ninguna línea central para la zona de visibilidad anular.
El próximo eclipse no central en el siglo XXI es el eclipse solar total del 9 de abril de 2043.

## Casos limitantes para eclipses lunares en la luna con respecto a las sombras umbral y penumbral de la Tierra
Hay tres tipos de eclipses lunares:
- Eclipse lunar penumbral = La Luna pasa a través de la penumbra de la Tierra, pero la umbra de la Tierra no alcanza a la Luna.
- Eclipse Lunar Parcial = La Luna pasa a través de la umbra de la Tierra, pero no completamente.
- Eclipse Lunar Total = La Luna pasa completamente a través de la umbra de la Tierra.

La gamma es el límite de:
- Si |γ| es 0, el centro de la Luna pasa exactamente por el eje de la umbra de la Tierra.
- Si |γ| es inferior a 0,2725, este eclipse lunar es central.
- Si |γ| está entre 0.2725 y 0.47, este eclipse lunar es total.
- Si |γ| está entre 0,43 y 1,026, este eclipse lunar es parcial.
- Si |γ| está entre 0.9684 y 1.026, este eclipse lunar es penumbral total.
- Si |γ| está entre 1.026 y aproximadamente 1.55, este eclipse lunar es penumbral, y la Luna atraviesa solo la penumbra de la Tierra.
- Si |γ| supera aproximadamente 1,55, la penumbra de la Tierra no alcanza a la Luna por completo y no se produce ningún eclipse.